# معهد نووي
المعهد النووي هو الهيئة المهنية التي تمثل المهنيين النوويين في المملكة المتحدة وهي عبارة عن مؤسسة خيرية مستقلة عن الصناعة التي تعزز المعرفة بالطاقة النووية بين أعضائها والشعب وتقدم طرقاً للتأهيل المهني بالقطاع النووي بما في ذلك المهندسين والعلماء النوويين.
يدعم ويشجع المبادرات التعليمية التي من شأنها أن تفيد المهارات اللازمة للتصميم والبناء والتشغيل وإيقاف التشغيل وإدارة النفايات في الأنظمة النووية. تنشر مجلة المستقبل النووي كل شهرين وتعقد اجتماعات منتظمة في جميع أنحاء المملكة المتحدة وايضاً العديد من الاجتماعات المسائية المفتوحة للجمهور وتكون مجانية.

## التاريخ
تم إنشاء المعهد في 1 يناير 2009 حيث تم اندماج جمعية الطاقة النووية البريطانية ومعهد المهندسين النوويين وهو معهد محترف ومختص وهو مرخص من قبل مجلس العلوم لمنح مركز تشارترد ساينتست للأعضاء المؤهلين.

## المهام
- تمثل صناعة الطاقة النووية في المملكة المتحدة.
- نشر مجلة المستقبل النووي كل شهرين.
- عقد مؤتمرات واجتماعات في جميع أنحاء المملكة المتحدة.